# Воля-Желеховська
Воля-Желеховська (пол. Wola Żelechowska) — село в Польщі, у гміні Желехув Ґарволінського повіту Мазовецького воєводства.
Населення — 508 осіб (2011).
У 1975-1998 роках село належало до Седлецького воєводства.

## Демографія
Демографічна структура станом на 31 березня 2011 року:
|          | Загалом | Допрацездатний вік | Працездатний вік | Постпрацездатний вік |
| -------- | ------- | ------------------ | ---------------- | -------------------- |
| Чоловіки | 265     | 61                 | 179              | 25                   |
| Жінки    | 243     | 45                 | 143              | 55                   |
| Разом    | 508     | 106                | 322              | 80                   |